# Новий замок (Гродно)
53°40′34″ пн. ш. 23°49′31″ сх. д. / 53.67613° пн. ш. 23.82538° сх. д.

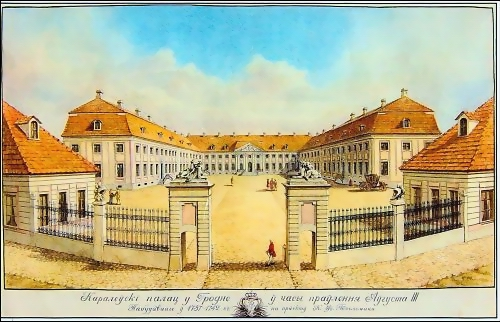
Новий замок у 18 столітті (до руйнації).

Новий замок  в місті Гродно, побудований у 18 столітті. Слугував літньою резиденцією для королів Польщі та для проведення сеймів.
Припускається, що на сучасній території Нового замку знаходилася Воскресенська церква XII століття.

## Історія

### Будівництво у 18 ст.
Замок розпланували на пагорбі біля річки Німан та поблизу від стародавнього (Старого) замку в місті Гродно. Нових володарів приміщення Старого замку не влаштовували.

### Архітектори
Первісний проект створив саксонський архітектор Карл Фридрих Пепельман (1697–1750), Матеус Пепельман — його батько. Карл Фридрих працював в Варшаві і був залучений до будівництва в місті Гродно, де розміщались королівські мануфактури. Будівництво тривалу у 1737–1742 рр. на місці колишнього палацу Оссолінських. Через рівчак був перекинутий міст до Старого замку. В корпусі ліворуч зала засідань, кімнати депутатів, кухні тощо. Після Карла Пепельмана в замку працювали архітектори Й. Д. Яух та Джезеппе де Сакко.

### Складові частини

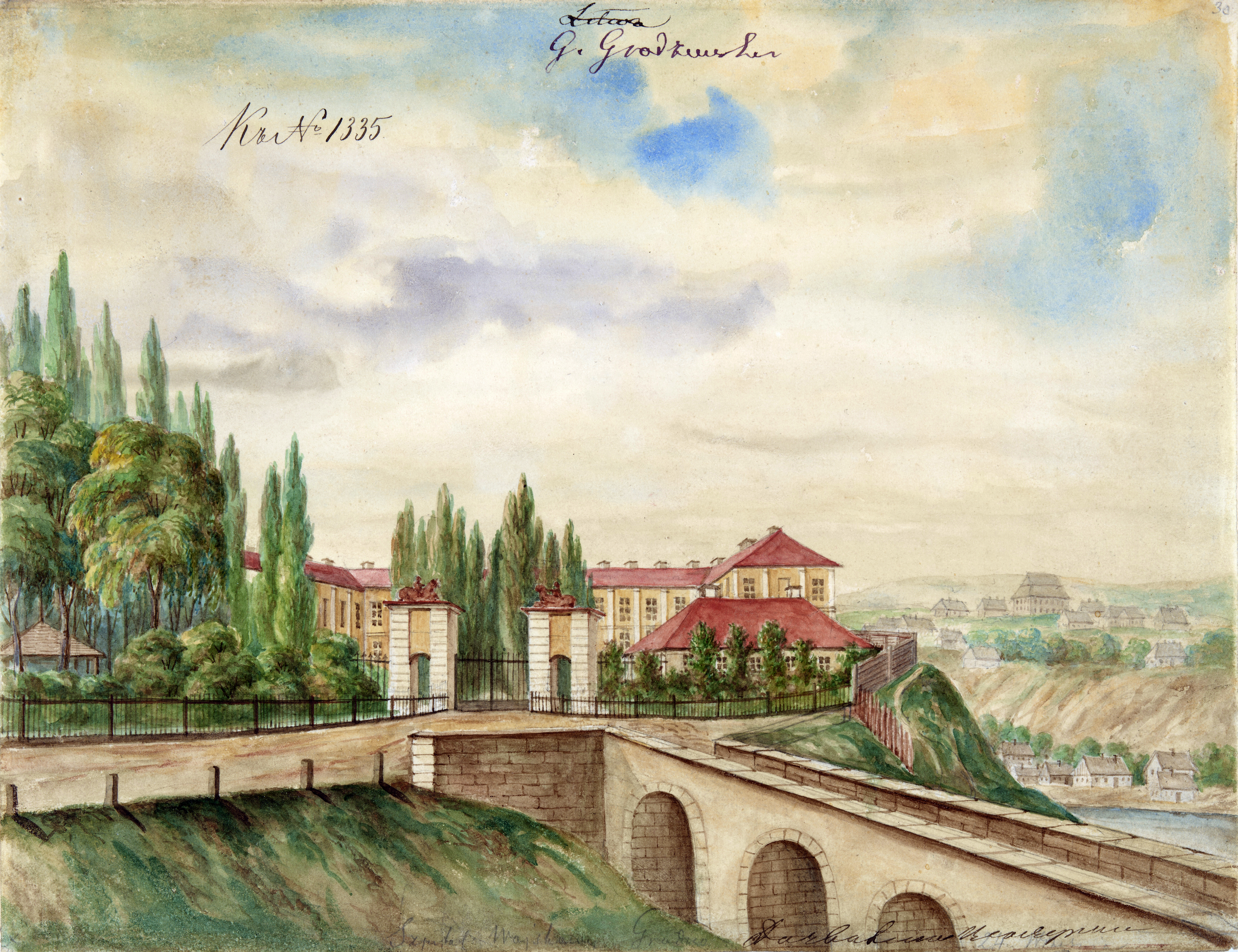
Новий замок на мал. Н. Орди, XIX ст.

Це був комплекс з декількох споруд в перехідній стилістиці від бароко до рококо. Двоповерховий палац мав П-подвібний план з відкритим двором. Крило праворуч було відведене для короля та його дружини. Другий поверх займав граф і канцлер держави. Ролю брами виконували приміщення пекарні та почесної варти. Двір ззовні відокремлювала огорожа та арочні пілони зі скульптурами сфінксів.

### Кінець 18 ст.
По смерті Августа III у 1763 р. меблі палацу були придбані та вивезені єпископом Вільні. Приміщення використовували для засідань сейму.
У 1793 р. тут відбулося останнє засідання сейму, а останній король Польщі Станіслав Понятовський зрікся престолу.

### 19-20 століття

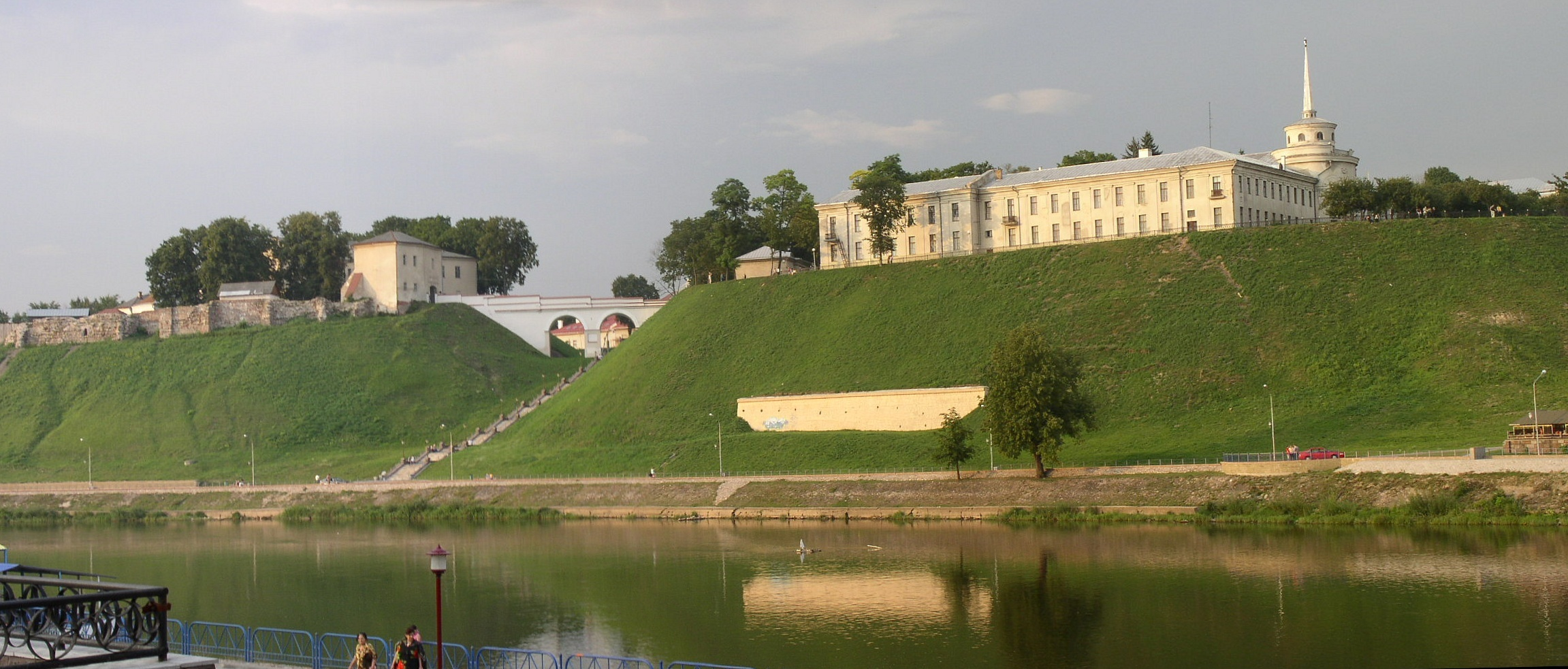
Новий замок у 2007 р.

З 1795 р. Новий замок та місто Гродно перейшли у володіння Російської імперії. Російське військо в Гродно перетворило Новий замок на військовий шпиталь, а палац втратив свої оздоби. Місто і замок були володінням Росії до 1918 р. Потім був короткий період повернення земель західної Білорусі до Польщі, а Новий замок частково реставрували. В роки Другої світової війни замок був значно пошкоджений. Його розібрали і відновили у 1952 р. в нових формах сталінського ампіру. Так будівля остаточно втратила автентичність. Нову будівлю до 1991 р. використовував Обласний комітет комуністичної партії.
Будівлю доби сталінського ампіру використовують як Гродненський історико-археологічний музей, бібліотеку та архів.